# Ansan
Ansan (kor. 안산) ist eine Stadt in der südkoreanischen Provinz Gyeonggi-do. Sie liegt südwestlich der Hauptstadt Seoul und ist unter anderem durch die Seouler U-Bahn-Linie 4 mit dieser verbunden. Außerdem liegt sie südlich Incheon, welches wie Seoul von der Provinz unabhängig ist, sowie westlich der Provinzhauptstadt Suwon.
Ansan liegt an der Küste zum Gelben Meer, in Korea Westmeer genannt. Zahlreiche Inseln liegen im Verwaltungsgebiet der Stadt, von denen die bekannteste und größte Daebudo ist.
Es gibt mehrere Hochschulen in Ansan, darunter das Ansan College, das Ansan College of Technology, des Seoul Institute of the Arts und einen Campus der Hanyang-Universität.
In Ansan befindet sich mit Sihwa-ho das zurzeit größte Turbinen-Gezeitenkraftwerk der Welt.
Aufgrund von vielen ethnisch koreanischen Einwanderern aus Juschno-Sachalinsk führt Ansan mit dieser Stadt eine Städtepartnerschaft.

## Städtepartnerschaften
- Anshan, Volksrepublik China
- Las Vegas, Vereinigte Staaten
- Juschno-Sachalinsk, Russland
- Cholmsk, Russland
- Haenam, Südkorea
- Cheongyang, Südkorea
- Chuncheon, Südkorea

Freundschaften und Kooperationen bestehen unter anderem mit:
- Tauranga, Neuseeland
- Städteregion Aachen, Deutschland
- Provinz Vientiane, Laos
- Bà Rịa-Vũng Tàu, Vietnam
- San Fernando, Philippinen

## Persönlichkeiten
- An Ik-soo (* 1965), Fußballspieler und -trainer
- Shin Bong-shik (* 1992), Snowboarder
- Kim Kwang-jin (* 1995), Freestyle-Skier
- Lee Hyun-ju (* 2003), Fußballspieler